# Découverte scientifique
Pour les articles homonymes, voir Découverte.
Pour comprendre le concept de découverte scientifique, il est nécessaire de le resituer dans le contexte de la science moderne, telle qu'elle a émergé depuis la Renaissance. En effet, pour Francis Bacon, le projet de la science est de percer les secrets de la Nature, et d'en extraire tout le savoir possible. Dans cette démarche, la découverte scientifique correspond à l'identification d'un fait ou d'un phénomène naturel original.
Pour que ce fait ou ce phénomène soit reconnu, il est nécessaire que sa valeur universelle soit incontestable. Chaque découverte est donc soumise à l'épreuve des faits, par confrontation à l'expérience. Pour l'épistémologue Karl Popper, c'est la seule façon pour qu'une idée, aussi géniale soit-elle, ne reste pas à l'état d'hypothèse, mais qu'elle acquiert la valeur de découverte.
Les découvertes archéologiques, géographiques et paléontologiques ont un statut à part.

## Découverte et invention
En principe on « découvre » ce qui existait déjà (un objet céleste, une loi de la physique, etc.), on « invente » quelque chose qui n'existait pas (une machine , un procédé , etc.). Toutefois, dans le cas particulier d'une chose enfouie dans le sol (site archéologique, grotte, etc.) ou sous une étendue d'eau (épave, cité engloutie, etc.), la personne qui en a fait la découverte est son « inventeur ».

## Quatre modes
Il y a quatre façons de faire une découverte :
- par une recherche méthodique (par exemple, la découverte d'Uranus, de Neptune et de Pluton) ;
- par un éclair de pensée (par exemple, l'« Eurêka » d'Archimède) ;
- par un concours de circonstances (par exemple, la découverte de la pénicilline) ;
- à la suite d'une erreur (par exemple, la découverte de l'Amérique, ou les trois lois de Kepler).

On regroupe généralement les trois dernières façons — non méthodiques, accidentelles — sous l'appellation de « découvertes faites par sérendipité ».

### Découvertes scientifiques accidentelles

#### En astronomie
- 1802. L'astéroïde (2) Pallas par Heinrich Olbers. Découvert fortuitement le 28 mars par Heinrich Olbers tandis que l'astronome tentait de retrouver Cérès à l'aide des prédictions orbitales de Carl Friedrich Gauss. Charles Messier avait été cependant le premier à l'observer en 1779 alors qu'il suivait la trajectoire d'une comète, mais il avait pris l'objet pour une simple étoile de magnitude 7.
- 1967. Les pulsars, par Jocelyn Bell et Antony Hewish. Les pulsars ont été découverts de façon quelque peu fortuite par Antony Hewish et son étudiante Jocelyn Bell qui étudiaient des phénomènes de scintillation réfractive dans le domaine radio et avaient de ce fait besoin d'un instrument mesurant des variations d'un signal radio sur des courtes durées (une fraction de seconde). L'instrument a de ce fait permis de détecter la variation périodique d'objets qui se sont avérés être des pulsars.
- 1977. Les anneaux d'Uranus (planète). La découverte ou redécouverte des anneaux d’Uranus est réalisée par hasard le 10 mars par les astronomes James L. Elliot, Edward W. Dunham et Douglas J. Mink, embarqués à bord de l'observatoire aéroporté Kuiper. Les astronomes veulent utiliser l’occultation de l’étoile SAO 158687 par Uranus pour étudier l’atmosphère de cette étoile. Or l’analyse de leurs observations met en évidence que l'étoile a été brièvement masquée à cinq reprises avant et après l’occultation par Uranus ; les trois astronomes concluent à la présence d’un système d’anneaux étroits.
- 2016. En septembre l’astronome amateur Victor Buso capture par hasard les images de la phase initiale de la supernova SN 2016gkg alors qu’il calibre son nouveau matériel[2],[3].

#### En chimie
- 1811. La découverte accidentelle de l'iode par Bernard Courtois.[réf. nécessaire]
- 1963. L'électron hydraté. La découverte et l'analyse du rôle des fragments de courte vie, tel que l'électron hydraté ont permis une meilleure compréhension de la chimie radioactive. Cette découverte du « nouvel ion », on la doit à un chimiste, Edwin Hort, de la société Argonne, qui en compagnie d'un collègue britannique réalisaient des expériences sur la radiation pulsée de l'eau. À un moment donné, ils observèrent une bande d'absorption bleue sur le spectrophotomètre, c'était la signature de l'électron hydraté.[réf. nécessaire].
- L'hélium 3 superfluide par Douglas Osheroff[réf. nécessaire].
- 2002. Le protonium[réf. nécessaire].

#### En physique
- 1896 : découverte de la radioactivité par Henri Becquerel.
- 1936 : découverte du muon par Anderson et Neddermeyer. Cette particule aux propriétés inattendues a été découverte parmi les rayons cosmiques qu'étudiaient ces deux physiciens. En apprenant la nouvelle, le Nobel Isidor Isaac Rabi s'est exclamé « Who ordered that? » (« Qui a commandé ce truc-là ? »).

## Validation d'une découverte scientifique
Une découverte scientifique doit être formalisée par une théorie validée par l'expérience. L'expérience consiste à identifier un signal correspondant à la théorie. Cependant, l'expérimentation est toujours soumise à un bruit, qui peut masquer plus ou moins le signal, voire se faire passer pour un signal (faux positif). La notion de sigma, liée à l'écart type, permet de qualifier la probabilité que le signal soit bien associé à la théorie. On distingue donc plusieurs niveaux de précision de mesure liés à la fonction d'erreur de Gauss :
- 1 sigma : 33 % de risque d'erreur (une chance sur trois) ;
- 2 sigma : 5 % de risque d'erreur (niveau de confiance moyen des sondages) ;
- 3 sigma : 0,3 % de risque d'erreur. Un signal à 3 sigma est considéré par les chercheurs comme significatif, mais ne permet pas de valider officiellement une théorie scientifique ;
- 4 sigma : 0,006 % de risque d'erreur (une chance sur 15 000) ;
- 5 sigma : 0,00006 % de risque d'erreur (une chance sur deux millions). Permet de qualifier une découverte scientifique. L'ordre de grandeur de la probabilité est celle d'un gain au loto ;
- 6 sigma : une chance sur 500 millions. Objectif de précision de certains outils industriels.

Pour évaluer la pertinence de leur mesure avec « {\displaystyle x} sigma » pour un risque d'erreur {\displaystyle R}, les scientifiques utilisent la fonction suivante :
{\displaystyle R={\frac {1}{1-\operatorname {erf} \left({\frac {x}{\sqrt {2}}}\right)}}}
où erf est la fonction d'erreur.